# Crown Hills
Crown Hills är en kulle i Antarktis. Den ligger i Östantarktis. Nya Zeeland gör anspråk på området. Toppen på Crown Hills är 2 000 meter över havet.
Terrängen runt Crown Hills är kuperad västerut, men österut är den platt. Trakten är obefolkad. Det finns inga samhällen i närheten.